# Sphaerellopsis
Sphaerellopsis är ett släkte av svampar. Sphaerellopsis ingår i familjen Phaeosphaeriaceae, ordningen Pleosporales, klassen Dothideomycetes, divisionen sporsäcksvampar och riket svampar.
|                | Cicinobolus                               |
|                |                                           |
|                | Stagonospora                              |
|                |                                           |
|                | Hendersonia                               |
|                |                                           |
|                | Eudarluca                                 |
|                |                                           |
|                | Sclerostagonospora                        |
|                |                                           |
|                | Ampelomyces                               |
|                |                                           |
|                | Wilmia                                    |
|                |                                           |
|                | Phaeosphaeria                             |
|                |                                           |
|                | Carinispora                               |
|                |                                           |
|                | Phaeoseptoria                             |
|                |                                           |
|                | Parabotryon                               |
|                |                                           |
|                | Ophiosphaerella                           |
|                |                                           |
| Sphaerellopsis | \| \| Sphaerellopsis quercuum \| \| \| \| |
|                | \| \| Sphaerellopsis quercuum \| \| \| \| |
|                | Tiarospora                                |
|                |                                           |
|                | Scolecosporiella                          |
|                |                                           |
|                | Monascostroma                             |
|                |                                           |
|                | Lautitia                                  |
|                |                                           |
|                | Mixtura                                   |
|                |                                           |
|                | Hadrospora                                |
|                |                                           |
|                | Nodulosphaeria                            |
|                |                                           |
|                | Barria                                    |
|                |                                           |
|                | Phaeosphaeriopsis                         |
|                |                                           |
|                | Isthmosporella                            |
|                |                                           |
|                | Katumotoa                                 |
|                |                                           |
|                | Sphaerellopsis quercuum                   |
|                |                                           |

|  | Sphaerellopsis quercuum |
|  |                         |